# افرادی که دوباره با همسر سابقشان ازدواج کرده‌اند
در این جدول فهرستی از افراد مشهوری که بعد از طلاق دوباره با همسر سابقشان ازدواج کرده‌اند آمده است
شرط این لیست سرشناسی است و باید حداقل یکی از زوج‌ها در ویکی‌پدیا باشد
| نام                            | ملیت                                                    | نام همسر                           | تاریخ اولین ازدواج                 | تاریخ اولین طلاق                   | تاریخ ازدواج برای بار دوم          | تاریخ طلاق دوم                     | توضیحات |
| ------------------------------ | ------------------------------------------------------- | ---------------------------------- | ---------------------------------- | ---------------------------------- | ---------------------------------- | ---------------------------------- | --- |
| پاملا اندرسون                  | هنرپیشه آمریکایی                                        | Rick Salomon                       | ۲۰۰۷                               | ۲۰۰۸                               | ۲۰۱۴                               | ۲۰۱۵                               | |
| میلتون برل                     | هنرپیشه مرد آمریکایی، entertainer                       | Joyce Mathews                      | 1941                               | 1947                               | 1949                               | 1950                               | Mathews later twice married and divorced Billy Rose |
| Fred Berry                     | هنرپیشه مرد آمریکایی، dancer                            | Franchesska Berry                  | 1976                               | 1976                               | 1978                               | 1980                               | Berry سه ازدواج دیگر داشت |
| Birabongse Bhanudej            | Thai Prince, Olympic sailor and Formula 1 racing driver | Ceril Heycock                      | 1938                               | 1949                               | 1983                               | -                                  | He had 4 other wives between these two marriages |
| رابرت بولت                     | نمایش‌نامه‌نویس انگلیسی                                   | سارا مایلز                         | 1967                               | 1976                               | 1988                               | -                                  | After their divorce but before remarrying, they had their only child together (his fourth) |
| ریچارد برتون                   | Welsh actor                                             | الیزابت تیلور                      | 1964                               | 1974                               | 1975                               | 1976                               | Burton سه ازدواج دیگر داشت، Taylor 6 others |
| آلن کمپل                       | هنرپیشه مرد آمریکایی، screenwriter                      | دوروتی پارکر را ببینید             | دوروتی پارکر را ببینید             | دوروتی پارکر را ببینید             | دوروتی پارکر را ببینید             | دوروتی پارکر را ببینید             | دوروتی پارکر را ببینید |
| جک کارتر                       | کمدین آمریکایی                                          | Roxanne Wander                     | 1971                               | 1977                               | 1992                               | -                                  | [ ۱ ] [ ۲ ] |
| Oleg Cassini                   | American fashion designer                               | جین تیرنی                          | ۱۹۴۱                               | ۱۹۴۸                               | ۱۹۴۸                               | ۱۹۵۲                               | |
| رزماری کلونی                   | خواننده، هنرپیشه زن آمریکایی                            | خوزه فرر                           | 1952                               | 1961                               | 1964                               | 1967                               | Clooney had 1 other marriage, Ferrer 3 others |
| Joseph Stephen Crane           | هنرپیشه مرد آمریکایی، restaurateur                      | لانا ترنر را ببینید                | لانا ترنر را ببینید                | لانا ترنر را ببینید                | لانا ترنر را ببینید                | لانا ترنر را ببینید                | لانا ترنر را ببینید |
| رادنی دنگرفیلد                 | کمدین آمریکایی                                          | Joyce Indig                        | ۱۹۴۹                               | ۱۹۶۲                               | ۱۹۶۳                               | ۱۹۷۰                               | |
| کالین دوهرست                   | Canadian actress                                        | جرج سی. اسکات                      | ۱۹۶۰                               | ۱۹۶۵                               | ۱۹۶۷                               | ۱۹۷۲                               | |
| ریچل جکسون                     | Wife of future US president                             | اندرو جکسون را ببینید              | اندرو جکسون را ببینید              | اندرو جکسون را ببینید              | اندرو جکسون را ببینید              | اندرو جکسون را ببینید              | اندرو جکسون را ببینید |
| امینم                          | رپر و هنرپیشه مرد آمریکایی                              | Kim Scott                          | ۱۹۹۹                               | ۲۰۰۱                               | ۲۰۰۶                               | ۲۰۰۶                               | |
| جیمز تی. فارل                  | American writer                                         | Dorothy Butler                     | 1931                               | ??                                 | 1955                               | -                                  | They separated again in 1958, but remained married until his death. In between these marriages to Butler, he married and divorced another wife |
| خوزه فرر                       | هنرپیشه مرد آمریکایی                                    | رزماری کلونی را ببینید             | رزماری کلونی را ببینید             | رزماری کلونی را ببینید             | رزماری کلونی را ببینید             | رزماری کلونی را ببینید             | رزماری کلونی را ببینید |
| اما گلدمن                      | Russian-American political activist                     | Jacob Kershner                     | 1887                               | 1887                               | 1888                               | 1899                               | She divorced Kershner after discovering on their wedding night that he was impotent; she nevertheless agreed to remarry him |
| پانچو گونزالس                  | American tennis player                                  | Madelyn Darrow                     | 1960                               | 1968                               | 1970                               | 1972                               | He married and divorced 6 times and had 8 children |
| الیوت گولد                     | هنرپیشه مرد آمریکایی                                    | Jenny Bogart                       | 1973                               | 1975                               | 1978                               | 1979                               | Gould's earlier marriage was to باربارا استرایسند |
| کارول گریس                     | هنرپیشه زن آمریکایی، writer                             | ویلیام سارویان                     | 1943                               | 1949                               | 1951                               | 1952                               | She later married والتر ماتائو |
| ملانی گریفیث                   | هنرپیشه زن آمریکایی                                     | دان جانسون                         | ۱۹۷۶                               | ۱۹۷۶                               | ۱۹۸۹                               | ۱۹۹۶                               | |
| Derryn Hinch                   | میزبان تاک شو نیوزیلندی-استرالیایی                      | جکی ویور را ببینید                 | جکی ویور را ببینید                 | جکی ویور را ببینید                 | جکی ویور را ببینید                 | جکی ویور را ببینید                 | جکی ویور را ببینید |
| بنی هین                        | American evangelist                                     | Suzanne Harthern                   | ۱۹۷۹                               | ۲۰۱۰                               | ۲۰۱۳                               | -                                  | |
| پل هوگان                       | Australian comedian, actor                              | Noeline Edwards                    | 1958                               | 1981                               | 1982                               | 1990                               | After divorcing the first time, they continued to reside under the same roof |
| ترنس هاوارد                    | هنرپیشه مرد آمریکایی، singer                            | Lori McCommas                      | ۱۹۸۹                               | ۲۰۰۳                               | ۲۰۰۵                               | ۲۰۰۷                               | |
| اندرو جکسون                    | President of the USA                                    | ریچل جکسون                         | 1791                               | -                                  | 1794                               | -                                  | They married in 1791, believing her divorce from her first husband Captain Lewis Robards was final. When it was revealed this was not the case, and that their marriage was null and void, they married again in 1794. She died before he became President. |
| دان جانسون                     | هنرپیشه مرد آمریکایی                                    | ملانی گریفیث را ببینید             | ملانی گریفیث را ببینید             | ملانی گریفیث را ببینید             | ملانی گریفیث را ببینید             | ملانی گریفیث را ببینید             | ملانی گریفیث را ببینید |
| فریدا کالو                     | هنرمند مکزیکی                                           | دیه‌گو ریورا                        | ۱۹۲۹                               | ۱۹۳۹                               | ۱۹۴۰                               | -                                  | |
| لری کینگ                       | American television, radio host                         | Alene Adkins                       | ۱۹۶۱                               | ۱۹۶۳                               | ۱۹۶۷                               | ۱۹۷۲                               | |
| جوزفین استه لودر               | American cosmetician                                    | Joseph Lauter                      | 1930                               | 1939                               | 1942                               | -                                  | Joseph Lauter later changed his surname to Lauder |
| استن لورل                      | هنرپیشه مرد انگلیسی                                     | Virginia Rogers                    | ۱۹۳۴                               | ۱۹۳۷                               | ۱۹۴۱                               | ۱۹۴۶                               | |
| Alicia Lopez-Harrison de Lardé | Salvadoran-American mental health-care advocate         | جان فوربز نش را ببینید             | جان فوربز نش را ببینید             | جان فوربز نش را ببینید             | جان فوربز نش را ببینید             | جان فوربز نش را ببینید             | جان فوربز نش را ببینید |
| Joyce Mathews                  | هنرپیشه زن آمریکایی                                     | میلتون برلرا ببینید and Billy Rose | میلتون برلرا ببینید and Billy Rose | میلتون برلرا ببینید and Billy Rose | میلتون برلرا ببینید and Billy Rose | میلتون برلرا ببینید and Billy Rose | میلتون برلرا ببینید and Billy Rose |
| گوین مکلئود                    | هنرپیشه مرد آمریکایی                                    | Patti Kendig                       | ۱۹۷۲                               | ۱۹۸۲                               | ۱۹۸۵                               | -                                  | |
| کید مک‌کوی                      | American pugilist, actor                                | Julia Woodruff                     | 1897                               | 1900                               | 1901                               | 1902                               | They married and divorced a third time 1902-?. McCoy was married 10 times to 8 women. Woodruff was his 3rd, 4th and 5th wife. |
| کارسون مک‌کولرز                 | American novelist                                       | Reeves McCullers                   | 1937                               | 1941                               | 1945                               | -                                  | Reeves suicided in 1953, after failing to persuade Carson to join him in a suicide pact. Carson had attempted suicide in ۱۹۴۸. |
| سارا مایلز                     | هنرپیشه زن انگلیسی                                      | رابرت بولت را ببینید               | رابرت بولت را ببینید               | رابرت بولت را ببینید               | رابرت بولت را ببینید               | رابرت بولت را ببینید               | رابرت بولت را ببینید |
| جان فوربز نش                   | American mathematician                                  | Alicia Lopez-Harrison de Lardé     | 1957                               | 1963                               | 2001                               | -                                  | They both died in a car accident in ۲۰۱۵ |
| نی وین                         | سیاستمدار و فرمانده نظامی برمه‌ای                        | Ni Ni Myint                        | ?                                  | ?                                  | ?                                  | -                                  | She was the 4th and 6th of his wives |
| Marie Osmond                   | خواننده هنرپیشه زن، آمریکایی                            | Steve Craig                        | ۱۹۸۲                               | ۱۹۸۵                               | ۲۰۱۱                               | -                                  | |
| دوروتی پارکر                   | نویسنده آمریکایی، humorist                              | آلن کمپل                           | ۱۹۳۴                               | ۱۹۴۷                               | ۱۹۵۰                               | ۱۹۶۳                               | |
| گلادیس پورتوگس                 | American body builder, هنرپیشه                          | ژان کلود ون دم را ببینید           | ژان کلود ون دم را ببینید           | ژان کلود ون دم را ببینید           | ژان کلود ون دم را ببینید           | ژان کلود ون دم را ببینید           | ژان کلود ون دم را ببینید |
| ریچارد پریور                   | کمدین آمریکایی، هنرپیشه مرد                             | Jennifer Lee                       | ۱۹۷۹                               | ۱۹۸۲                               | ۲۰۰۱                               | -                                  | |
| ریچارد پریور                   | کمدین آمریکایی، هنرپیشه مرد                             | Flynn Belaine                      | ۱۹۸۶                               | ۱۹۸۷                               | ۱۹۹۰                               | ۱۹۹۱                               | |
| Esther Rahim                   | نقاش پاکستانی                                           | Jalaludin Abdur Rahim              | ۱۹۲۹                               | ۱۹۴۵                               | ۱۹۵۲                               | -                                  | |
| Jalaludin Abdur Rahim          | Pakistani politician                                    | Esther Rahim را ببینید             | Esther Rahim را ببینید             | Esther Rahim را ببینید             | Esther Rahim را ببینید             | Esther Rahim را ببینید             | Esther Rahim را ببینید |
| دیه‌گو ریورا                    | Mexican sculptor                                        | فریدا کالو را ببینید               | فریدا کالو را ببینید               | فریدا کالو را ببینید               | فریدا کالو را ببینید               | فریدا کالو را ببینید               | فریدا کالو را ببینید |
| ریچل جکسون                     | Wife of future US president                             | اندرو جکسون را ببینید              | اندرو جکسون را ببینید              | اندرو جکسون را ببینید              | اندرو جکسون را ببینید              | اندرو جکسون را ببینید              | اندرو جکسون را ببینید |
| Billy Rose                     | American impresario, producer, lyricist                 | Joyce Mathews                      | 1956                               | 1959                               | 1961                               | 1963                               | Mathews had earlier twice married and divorced میلتون برل. Rose divorced three other women, including فنی بریک and النور هولم. |
| Rick Salomon                   | بازیکن پوکر آمریکایی                                    | پاملا اندرسون را ببینید            | پاملا اندرسون را ببینید            | پاملا اندرسون را ببینید            | پاملا اندرسون را ببینید            | پاملا اندرسون را ببینید            | پاملا اندرسون را ببینید |
| ویلیام سارویان                 | American نمایش‌نامه‌نویس، novelist                        | کارول گریس را ببینید               | کارول گریس را ببینید               | کارول گریس را ببینید               | کارول گریس را ببینید               | کارول گریس را ببینید               | کارول گریس را ببینید |
| جرج سی. اسکات                  | هنرپیشه مرد آمریکایی                                    | کالین دوهرست را ببینید             | کالین دوهرست را ببینید             | کالین دوهرست را ببینید             | کالین دوهرست را ببینید             | کالین دوهرست را ببینید             | کالین دوهرست را ببینید |
| Jerry Sheindlin                | مؤلف آمریکایی                                           | جودیث شایندلن را ببینید            | جودیث شایندلن را ببینید            | جودیث شایندلن را ببینید            | جودیث شایندلن را ببینید            | جودیث شایندلن را ببینید            | جودیث شایندلن را ببینید |
| جودیث شایندلن ("قاضی جودی")    | داور تلویزیونی آمریکایی                                 | Jerry Sheindlin                    | ۱۹۷۷                               | ۱۹۹۰                               | ۱۹۹۱                               | -                                  | |
| پرسی بیش شلی                   | English poet                                            | Harriet Westbrook                  | 1811                               | -                                  | 1814                               |                                    | They firstly eloped to Scotland, but this marriage was not recognised under English law; the second marriage, in London, rectified this. They separated but never divorced; three weeks after Harriet's suicide in 1816, Shelley married مری شلی            |
| دمیتری شوستاکوویچ              | Soviet composer, pianist                                | Nina Varzar                        | 1932                               | 1935                               | ? 1936                             | -                                  | They remarried when it was revealed she was pregnant with his child. They remained married until her death in 1954 but the marriage was open and he had other relationships.                                                                                |
| ایما سومک                      | خواننده اهل پرو                                         | مویسیس ویوانچو                     | ۱۹۴۲                               | ۱۹۵۷                               | ۱۹۵۷                               | ۱۹۶۵                               | |
| Dame الیزابت تیلور             | British-هنرپیشه زن آمریکایی                             | ریچارد برتون را ببینید             | ریچارد برتون را ببینید             | ریچارد برتون را ببینید             | ریچارد برتون را ببینید             | ریچارد برتون را ببینید             | ریچارد برتون را ببینید |
| جین تیرنی                      | هنرپیشه زن آمریکایی                                     | Oleg Cassini را ببینید             | Oleg Cassini را ببینید             | Oleg Cassini را ببینید             | Oleg Cassini را ببینید             | Oleg Cassini را ببینید             | Oleg Cassini را ببینید |
| لانا ترنر                      | هنرپیشه زن آمریکایی                                     | Joseph Stephen Crane               | 1942                               | 1943                               | 1943                               | 1944                               | Crane's divorce from his first wife was not final when he married Turner in 1942, so the marriage was annulled. When Turner discovered she was pregnant to him, she remarried him, but they divorced the following year                                     |
| ژان کلود ون دم                 | بازیگر فیلمهای اکشن و رزمی                              | گلادیس پورتوگس                     | ۱۹۸۷                               | ۱۹۹۲                               | ۱۹۹۹                               | -                                  | |
| مویسیس ویوانچو                 | آهنگساز اهل پرو                                         | ایما سومک را ببینید                | ایما سومک را ببینید                | ایما سومک را ببینید                | ایما سومک را ببینید                | ایما سومک را ببینید                | ایما سومک را ببینید |
| رابرت واگنر                    | هنرپیشه مرد آمریکایی                                    | ناتالی وود                         | ۱۹۵۷                               | ۱۹۶۲                               | ۱۹۷۲                               | -                                  | |
| باربارا والترز                 | روزنامه‌نگار آمریکایی                                    | Merv Adelson                       | ۱۹۸۱                               | ۱۹۸۴                               | ۱۹۸۶                               | ۱۹۹۲                               | |
| دیان وارویک                    | خواننده آمریکایی                                        | William Elliott                    | ۱۹۶۶                               | ۱۹۶۷                               | ۱۹۶۷                               | ۱۹۷۵                               | |
| جکی ویور                       | هنرپیشه زن استرالیایی                                   | Derryn Hinch                       | ۱۹۸۳                               | ۱۹۹۶                               | ۱۹۹۷                               | ۱۹۹۸                               | |
| ناتالی وود                     | هنرپیشه زن آمریکایی                                     | رابرت واگنر را ببینید              | رابرت واگنر را ببینید              | رابرت واگنر را ببینید              | رابرت واگنر را ببینید              | رابرت واگنر را ببینید              | رابرت واگنر را ببینید |
| جین وایمن                      | هنرپیشه زن آمریکایی                                     | Fred Karger                        | ۱۹۵۲                               | ۱۹۵۵                               | ۱۹۶۱                               | ۱۹۶۵                               | |
| ایلان ماسک                     | Canadian-American business magnate, engineer            | تلولاه ریلی                        | ۲۰۱۰                               | ۲۰۱۲                               | ۲۰۱۳                               | ۲۰۱۴*                              | * Filed but was later withdrawn. |